# Hrabstwo Albany (Nowy Jork)
Albany – hrabstwo (ang. county) w stanie Nowy Jork w USA. Populacja wynosi 294 565 mieszkańców (stan według spisu z 2000 r.).
Powierzchnia hrabstwa wynosi 1381 km². Gęstość zaludnienia wynosi 217 osób/km².

## Miasta
- Albany
- Berne
- Bethlehem
- Cohoes
- Coeymans
- Colonie
- Green Island
- Guilderland
- Knox
- New Scotland
- Rensselaerville
- Watervliet
- Westerlo

## Wioski
- Altamont
- Colonie
- Menands
- Ravena
- Voorheesville

## CDP
- Preston-Potter Hollow
- Westmere